# Laer (Bochum)
Laer [lɛɐ], mitunter auch noch [laː], ist ein Stadtteil von Bochum, welcher zum Teil zum Stadtbezirk Ost, zum Teil zum Stadtbezirk Süd zugeordnet ist.

## Geschichte

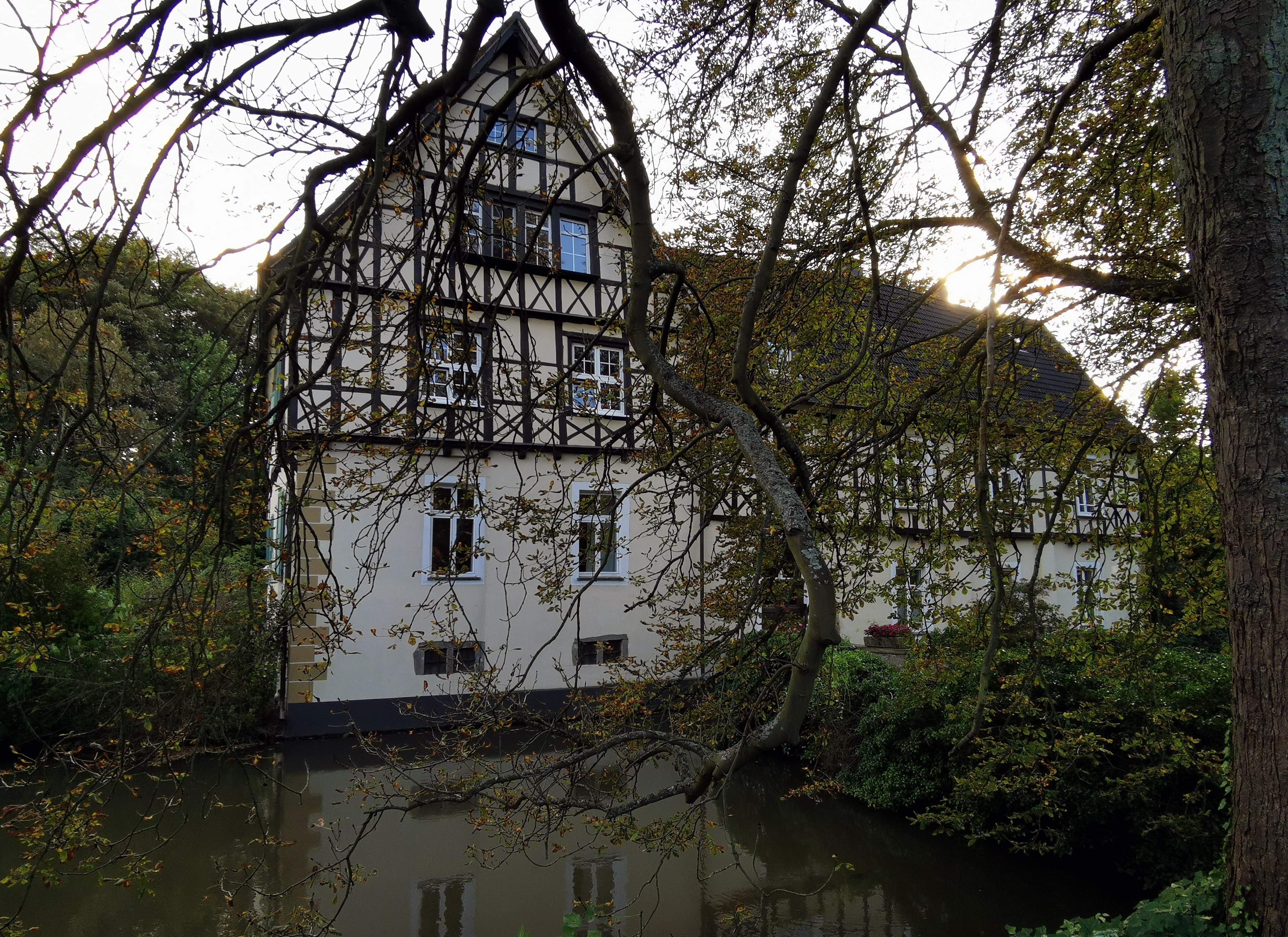
Wasserburg Haus Laer

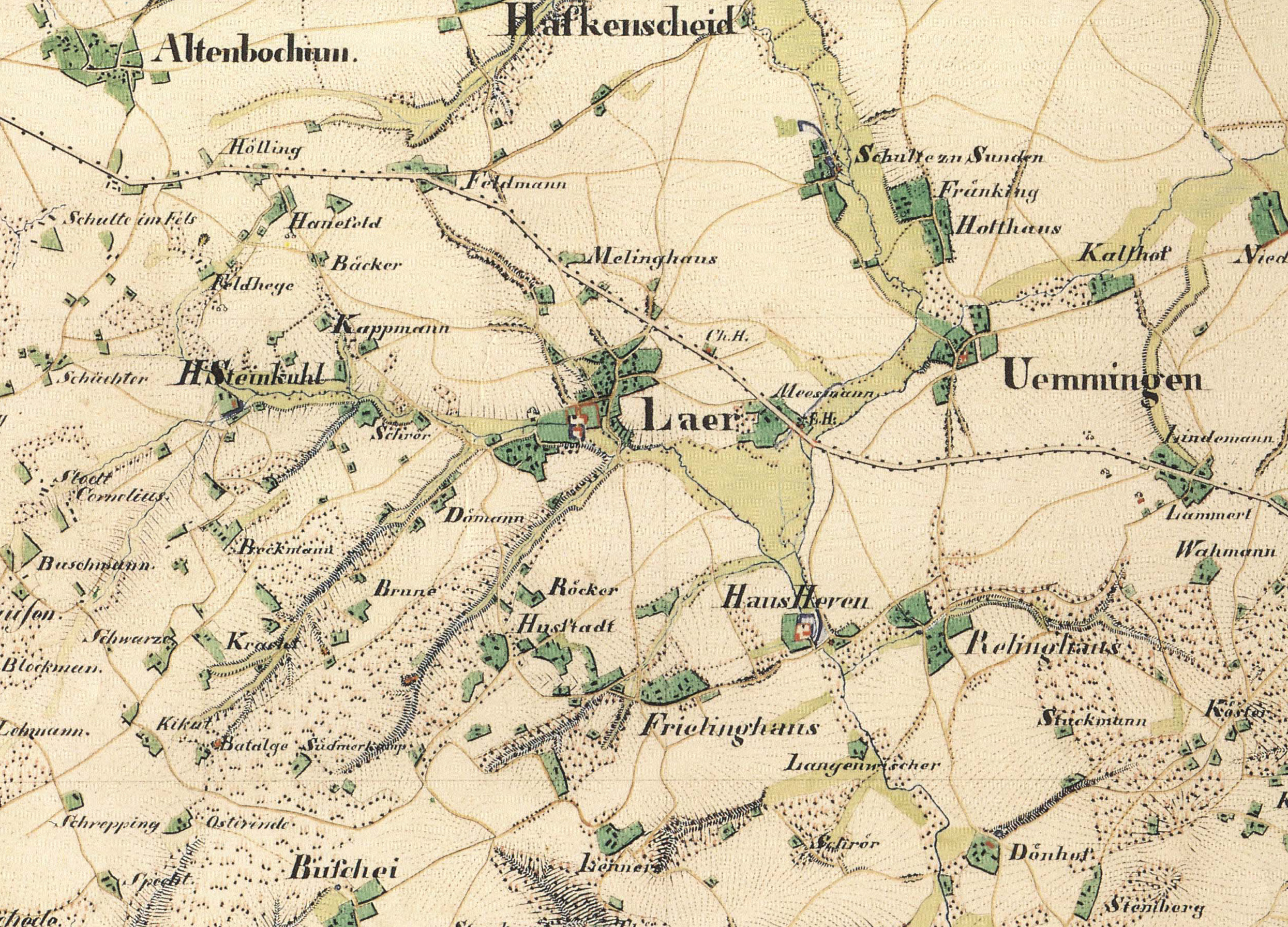

Der Name Laer leitet sich vom althochdeutschen lahari ab, was „Weideplatz“ bedeutet. Die erste urkundliche Erwähnung von Laer als lahari finde sich um das Jahr 900 im Heberegister des Klosters Werden (Werdener Urbar A), welches viele Bauernschaften (villae) im Borahtron-Gau auflistete. Der Ortsname wurde früher unterschiedlich als Loire (1045), Lore (um 1150), Lare (1312), Laere (1413), Lahr (1705) und erst in einer Ortschaftstabelle von 1841 mit Laer bezeichnet. Die heutige Schreibweise mit westfälischem Dehnungs-e wird ortsüblich inzwischen nicht mehr [laː], sondern meistens [lɛɐ] ausgesprochen. Die Einwohner von Laer bezeichnen sich selbst als Laersche.
Von historischer Bedeutung ist Haus Laer, eine Wasserburg aus dem Jahr 940. Das Rittergut kann besichtigt und für Feste und Veranstaltungen gemietet werden. In der Nähe des namensgebenden Rittersitzes befand sich früher die meiste Bebauung. Heute haben sich in dieser etwas abgelegenen Ecke viele alte Häuser erhalten.
Laer gehörte im Spätmittelalter und der Frühen Neuzeit mit eigener Bauerschaft im Kirchspiel Uemmingen und Oberamt Bochum zur Grafschaft Mark. Laut dem Schatzbuch der Grafschaft Mark von 1486 hatten die 15 Steuerpflichtigen Hofbesitzer der Bauerschaft zwischen ½ und 6 Goldgulden an Abgabe zu leisten. Darunter ein Hof in Ümmingen (Coster to Ommynck). Im Jahr 1705 waren in der Baurschafft Lahr 12 Steuerpflichtige mit Abgaben an die Rentei Mittelamt Bochum im Kataster verzeichnet. Der größte Steuerzahler in Laer war der Schultenhof Suntum, der 1293 von Rutger von Horst dem Kloster Elsey geschenkt wurde und bis 1811 in deren Besitz blieb. Auch erwarb das Kloster in Laer 1259 ein Erbe des Hugo von Lore und erhielt 1269 von Graf Engelbert von der Mark einige Güter in Lore geschenkt.
Laer wurde zum Zeiten des Kohlebergbaus maßgeblich durch die Zeche Dannenbaum geprägt. Sie bestand seit 1736 und gehörte zu einem der sehr frühen Bergbaubetriebe, die somit auch eine der längsten Betriebsgeschichten aufweisen kann. Weiterhin war es eine der wenigen Zechen im Ruhrbergbau, wo auch Zeitweise wurden auf dem Bergwerk auch Eisenerze gewonnen.
Das Bergwerk wurde im 18. Jahrhundert zunächst als Stollenbergwerk betrieben. Im Jahr 1859 wurde mit dem Übergang zum Tiefbau begonnen. Hierfür wurden die Teufarbeiten für den Schacht Schiller begonnen. Der Schacht wurde südlich der heutigen Dannenbaumstraße angelegt. Im Jahr 1910 arbeiteten über 3.000 Bergleute auf der Zeche. 
Durch das Gesetz über die kommunale Neugliederung des rheinisch-westfälischen Industriegebiets wurde Laer am 1. August 1929 nach Bochum eingemeindet. 
Im Jahr 1958 wurde die Förderung auf den Schächten der Zeche „Dannenbaum“ eingestellt. Die Zeche Dannenbaum wurde mit der Zeche „Prinz Regent“ zusammengelegt. Nach der Stilllegung des Bergwerks verkaufte die Gelsenkirchener Bergwerks AG das Bergwerksgelände der Zeche Dannenbaum an die Stadt Bochum.

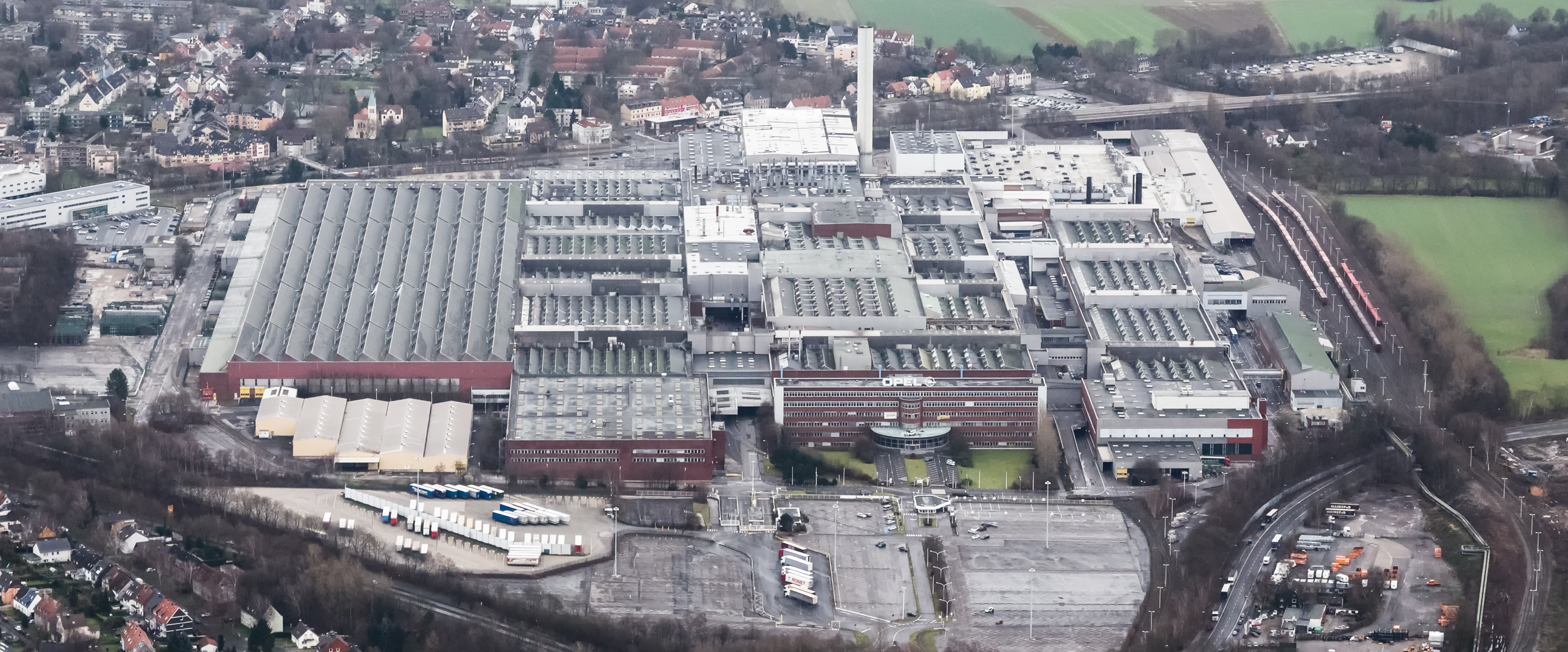
Adam Opel AG Werk Bochum I, 2014

Die Stadt Bochum wiederum verkaufte 1960 das Gelände an die Adam Opel AG. Auf der Fläche wurde das Opel-Werk I errichtet. Am 10. Oktober 1962 wurde der Betrieb aufgenommen. Das Werk prägte Laer nachhaltig, es war zu Hochzeiten der Hauptarbeitgeber des Stadtteils und auch von Bochum im Allgemeinen. Das Werk schloss, nach einem langen Kampf um den Erhalt, 2014. Auf der Fläche entsteht seitdem 2014 das Entwicklungsgebiet MARK 51°7.
Laer wird von allen sozialen Milieus bewohnt und die ethnische Diversifikation ist sehr hoch. Der Stadtteil Laer weist eine ausgeglichene Bebauung auf. Die älteren Bauten bestehen aus Einfamilien-, Reihen- und Mehrfamilienhäusern. Ab den 1970er/1980er Jahren wurden im Rahmen einer Stadtteilsanierung neue Mehrfamilienhäuser teilweise als Hochhäuser gebaut. In den vergangenen Jahren kam es vermehrt zu einer Nachverdichtung durch die Schließung noch vorhandener Baulücken.
Laer besaß eine evangelische und eine katholische Kirche. Die katholische Fronleichnamkirche gehört nach einer Strukturreform im Bistum Essen seit August 2008 zu den sogenannten weiteren Kirchen und wird nicht mehr für Gottesdienste genutzt. Nach einem ursprünglich für das Jahr 2017 geplanten Umbau sollten dort Beratungsdienste und Teile der Verwaltung der Caritas untergebracht werden. Diese Planung ist durch die Caritas als Eigentümer mittlerweile aufgegeben worden. Im Jahr 2024 plant die Stadt Bochum im Rahmen des laufenden Stadtumbaus die Realisierung eines sozialen Stadtteilzentrums, in dem zum einen der Kinder- und Jugendtreff eine neue Heimat findet und zum anderen Räumlichkeiten für Stadtteilangebote entstehen. Die evangelische Kirche wurde 2012 entwidmet und 2015 abgerissen. Es gibt fünf Kindergärten und eine Grundschule, einen Jugendtreff, eine Schrebergartenanlage, einen Fußballverein (LFC Laer), einen Tischtennisverein (TTC Bochum-Laer 1954) und einen kleinen Marktplatz (Lahariplatz).

## Verkehr
Laer ist durch den öffentlichen Personennahverkehr gut erschlossen. Verschiedene Straßenbahn- (302, 305, 310) sowie Stadtbuslinien (345/355, 358, 372) binden den Stadtteil an die Innenstadt und benachbarte Stadtteile an. Direkte Verbindungen bestehen zum Bochumer Hauptbahnhof und zur Ruhr-Universität. Auch benachbarte Stadtteile wie Langendreer, Querenburg, Altenbochum und Werne sind gut zu erreichen.
Das Opelwerk in Laer war durch eine Anschlussstrecke im Schienengüterverkehr an den Rangierbahnhof Langendreer angebunden. Seit Schließung des Opelwerkes 2014 gibt es nur noch eine Reststrecke, die ein am Südrand von Laer befindliches Umspannwerk anbindet. Es ist der letzte in Betrieb befindliche Teil der ehemaligen Güterverbindungsbahn von Dahlhausen über Weitmar nach Langendreer.

## Bevölkerung
Am 31. Dezember 2024 lebten 6.256 Einwohner in Laer.
Strukturdaten der Bevölkerung in Laer:
- Minderjährigenquote: 18,2 % [Bochumer Durchschnitt: 15,2 % (2024)]
- Altenquote (60 Jahre und älter): 29,1 % [Bochumer Durchschnitt: 29,3 % (2024)]
- Ausländeranteil: 18,7 % [Bochumer Durchschnitt: 17,0 % (2024)]
- Arbeitslosenquote: 10,9 % [Bochumer Durchschnitt: 8,9 % (2017)]